# Otosirieze Obi-Young
Otosirieze Obi-Young, né en 1994 à Aba, au Nigeria, est un écrivain, éditeur, journaliste culturel et conservateur nigérian. Il est rédacteur en chef d'Open Country Mag, un magazine littéraire africain. Il a été rédacteur en chef de Folio Nigeria, une filiale de CNN qui couvre l'art, les affaires et le divertissement nigérians. Il a été rédacteur en chef adjoint du magazine littéraire en ligne Brittle Paper ,. En 2019, il a remporté le premier prix africain de littérature The Future Awards,,. Il a été décrit comme l'un des "meilleurs conservateurs et éditeurs d'Afrique"  et classé parmi "les 100 jeunes Nigérians les plus influents.

## Biographie

### Carrière
Otosirieze Obi-Young est né à Aba, au Nigeria. Il a étudié à l'Université du Nigeria, Nsukka. Il a enseigné à l'Université Godfrey Okoye, Enugu.
Il a siégé au jury du prix Gerald Kraak, une initiative d'écriture et d'art visuel sur le genre, la justice sociale et la sexualité. Il a été juge pour la bourse d'écriture de la Fondation Miles Morland. Il est éditeur à 14 ans, le premier collectif d'art queer du Nigeria. Il est le fondateur des anthologies de la série Art Naija, qui incluent Enter Naija: The Book of Places  et Work Naija: The Book of Vocations .

### Opinions sur la littérature LGBTQ
Obi-Young a écrit sur l'écriture LGBTQ en Afrique,. Dans une lettre de 2017 intitulée « Queer Literature in Africa Is Not a Trend », il écrit : « Écrire de la littérature humanisant la queerness est un acte politique : parce que l'écriture elle-même est politique, parce qu'humaniser la queerness est une décision à peu près de la même manière que diaboliser c'est, mais une décision d'être honnête, empathique et véridique, parce que dire la vérité est une décision", a-t-il écrit. "Mais je dois souligner aussi qu'écrire de la littérature humanisant l'homosexualité n'est qu'aussi politique qu'il ne l'est pas, parce qu'il est fondé sur l'expérience vécue. Comment peut-on sans empathie dire que montrer ces vies dans la littérature est une concession politique?".
Il commente la catégorie de la littérature LGBT, écrivant qu'il est "sceptique à l'égard du terme "littérature queer" ou "littérature LGBTQ", parce qu'il n'a pas de contre-référence. Contrairement aux "littératures africaines" - anglophones, francophones, lusophones et en langues indigènes - qui s'inscrivent dans une géopolitique reconnaissant un terme égal, les "littératures européennes" - anglaises, françaises, italiennes, espagnoles - l'absence d'un terme égal pour la "littérature queer" - un terme égal qui aurait été appelé "littérature hétérosexuelle", des écrits qui examinent ce que signifie être hétérosexuel - soulève la question : Pourquoi la littérature qui explore le désir homosexuel devrait-elle être classée en fonction de la personne que ses personnages aiment ou de la personne que ses auteurs aiment eux-mêmes, d'autant plus qu'une telle catégorisation est refusée à la littérature qui explore le désir pour le sexe opposé ? Bien que la catégorisation fonctionne comme un outil de marketing, un moyen d'attirer l'attention sur la littérature traditionnellement négligée, les vies délibérément invisibles, elle est enracinée dans l'altérité et s'avère donc insuffisante pour humaniser l'homosexualité, en particulier avec la façon dont elle détourne l'attention de la compétence de ses écrivains et la pousse vers leur sujet, un déni qui n'est pas accordé aux écrivains de la 'littérature hétérosexuelle.

### Regards sur la littérature africaine contemporaine
En 2018, Obi-Young a utilisé le terme « la génération confessionnelle » pour décrire sa génération d'écrivains africains.
Dans une interview de 2016 avec Africa in Dialogue, Obi-Young est cité comme suit : « La production culturelle en Afrique n'est plus dominée par les hommes hétérosexuels, pas comme avant. La littérature, par exemple, est aujourd'hui dirigée par des femmes, et elles l'utilisent si bien pour se défendre, pour réinscrire leur sexe et leur genre dans l'histoire. La prochaine génération d'écrivains, celle qui a commencé à éclore l'année dernière et qui atteindra son apogée dans cinq ans, est dominée par des personnes qui sont soit homosexuelles soit des femmes et qui ont déjà commencé à se révolter contre l'absence normalisée de leur genre dans la littérature. »

### Fiction
Écrivant dans la revue Los Angeles Review of Books sur la nouvelle d'Obi-Young "A Tenderer Blessing", Erik Gleibermann note:
"Le langage de Chukwudi tourne autour de ses sentiments lorsqu'il observe Nnaemeka sur le campus. Tous deux se lient d'une amitié intime. Pourtant, beaucoup de choses restent encore inexprimées. Obi-Young s'appuie sur les indices du langage corporel et les espaces entre les mots pour façonner l'intimité. Enfin, Chukwudi nomme intérieurement ses propres sentiments, même si c'est dans un cadre hétérosexuel. Pendant un moment sans surveillance, une mince seconde de désir résurgent, je me suis demandé s'il avait jamais imaginé que s'il était une fille, je le poursuivrais sans fin". En tant que lecteurs, nous avons l'impression d'avoir retenu notre souffle pendant toute l'histoire, en attendant qu'il le dise enfin. Nous avons l'impression d'être nous-mêmes sortis de l'ombre. L'aveu non réciproque de Chukwudi qui s'ensuit n'en est que plus dévastateur".

## Œuvres

### Histoires courtes
- « A Tenderer Blessing », Transition Magazine,‎ 2015
- « Mulumba », The Threepenny Review,‎ 2016
- Pride and Prejudice: African Perspectives on Gender, Social Justice and Sexuality, Jacana Media, 2017, « You Sing of a Longing »

### Écriture culturelle
- "Chimamanda Ngozi Adichie est maintenant dans un endroit différent", Open Country Magazine, 2021 [21]
- "Comment Teju Cole a ouvert une nouvelle voie dans la littérature africaine", Open Country Magazine, 2021 [22]
- "La nouvelle génération littéraire du Cameroun arrive à maturité, alors que la crise anglophone s'approfondit", Open Country Magazine, 2021 [23]
- "Avec des romans et des images, Maaza Mengiste recadre l'histoire éthiopienne", Open Country Magazine, 2021 [24]
- "La fabrication du Ndebe, une écriture indigène pour la langue Igbo", Folio Nigeria, 2020
- "À l'ère des afrobeats, un nouveau son pour le highlife", Folio Nigeria, 2020
- "Au Nigeria, le journalisme d'investigation trouve un impact culturel", Folio Nigeria, 2020

## Prix
- 2019 : The Future Awards Africa Prize for Literature[5].
- 2020 : Les 100 jeunes Nigérians les plus influents, par Avance Media[25].